# Tetfol
Tetfol est une série de bande dessinée d'aventure franco-belge publiée dans l'hebdomadaire Tintin entre 1978 et 1985 et recueillie en album par Le Lombard. Ses créateurs sont le dessinateur Éric et le scénariste Jean-Luc Vernal, qui laisse Éric seul aux commandes à partir du troisième tome.

## Synopsis
Un jeune garçon élevé par les loups. Ses rencontres, plus que rares, avec le monde des humains sont tellement dramatiques  qu'il les fuit autant que possible.
Dans les étendues neigeuses et les forêts il rencontrera très souvent la magie et assiste à la lutte acharnée entre le monde sauvage et la « civilisation ».

## Publications

### Périodiques
- Le Journal de Tintin (1978-1985)[1]

### Albums
- Éditions du Lombard : tomes 1 à 7 (première édition des tomes 1 à 7)

1. Le Fils du loup, 1981.
2. Le Prince du Gévaudan, 1981.
3. Les Soleils perdus, 1982.
4. Le Grand Livre, 1983  (ISBN 2-8036-0383-7).
5. La Lumière noire, 1983  (ISBN 2-8036-0413-2).
6. Les Héritiers du crépuscule, 1984  (ISBN 2-8036-0471-X).
7. La Pierre des certitudes, 1986  (ISBN 2-8036-0584-8).

### Documentation
- « Tetfol », dans Henri Filippini, Dictionnaire de la bande dessinée, Bordas, 1989 (ISBN 2-04-018455-4), p. 518-519.